# Aimeliik
Aimeliik est l'un des seize États qui forment les Palaos. D'une superficie de 52 km2, il est peuplé de 334 habitants (recensement de 2015). Sa capitale est la ville de Mongami (en) et l'État est composé de quatre autres villages, soit Medorm, Imul, Elechui et Ngmechiangel.
L'île abrite la plus grosse centrale électrique des Palaos et est à courte distance de l'aéroport internationale. Le village de Medorm possède également la station à ondes courtes la plus puissante de l'archipel.

## Histoire
Au moins sept villages traditionnels ont existés à Aimeliik, soit Medorm, Ngchemiangel, Ngebedech, Chelechui, Ngerkeai, Imul et Ngerderar. Ces établissements se sont concentrés sur le sol riche avec une forêt mixte situé sur une mince bande de terre le long de la côte et autour de la baie.
Dans ces villages se trouvent des structures de pierres traditionnelles dont les plates-formes en pierre odesongel qui servent de cimetières claniques.
La lagune et la baie de Ngchemiangel sont des zones de ressources importantes et ont probablement été exploitées de manière intensive au cours de la préhistoire. Les ressources importantes comprennent les mangroves et de nombreuses espèces de poissons. Dans les villages traditionnels et autour de ceux-ci, on trouve des jardins de marais pour le taro et des parcelles de jardin de terre ferme, et souvent des collines en terrasses nommées Ked Ra Ngchemiangel (en). Elles figurent dans le Registre national des lieux historiques des États-Unis pour les Palaos depuis 1976. Le tombeau du guerrier Malsol est une attraction touristique d'Aimeliik tout comme ses terrasses et ses maisons communautaires.
Le territoire a été gouverné par l'Espagne jusqu'en 1899. Il passe ensuite sous le contrôle de l'Allemagne et appartient à la Nouvelle-Guinée allemande. En 1919, les Japonais en prennent possession dans le cadre du mandat des îles du Pacifique. Ils en sont chassés par les Américains lors de la Seconde Guerre mondiale qui l'administre ensuite au sein du territoire sous tutelle des îles du Pacifique jusqu'à l'indépendance des Palaos en 1994.

## Géographie
Aimeliik est situé à l'angle sud-ouest de Babeldaob. Il comprend des collines basses et ondulées entourant la baie de Ngchemiangel et le terrain très escarpé et accidenté le long de la côte ouest au nord de Medorm.
À l'exception du bassin versant de la rivière Isemiich, la plupart des bassins versants d'Aimeliik sont courts, étroits et abrupts. Au nord de la ligne de partage des eaux qui sépare la baie de Ngchemiangel de la baie de Ngeremeduu, la rivière Tabecheding constitue la frontière avec l'État de Ngatpang. À l'est, Aimeliik s'étend jusqu'au massif Rael Kedam (en), la crête centrale qui sépare les bassins versants orientaux et occidentaux de l'île de Babeldaob. Au sud-est, la frontière avec l'État d'Airai se situe le long d'une crête qui descend vers l'ouest depuis le Rael Kedam jusqu'à un point situé à environ un kilomètre au sud de la rivière Ngerderar.
L'utilisation des terres à Aimeliik comprend à la fois des jardins privés dans les zones entourant les maisons et de vastes zones d'agroforesterie (cocotiers, de noix d'arec, d'arbres à pain, d'amandiers et de bananiers). Des parcelles de jardins de marais de taro à la fréquentation irrégulière se trouvent dans les basses terres, le long des bassins versants. De l'élevage de bovin est aussi présent dans l'État.

## Démographie
En 2015, la population de l'État s'établie à 334 habitants avec une moyenne d'âge de 34,9 ans. Les langues officielles sont le palau et l'anglais. Le titre traditionnel du chef de l'État est Rengulbai. La population était auparavant de 441 habitants en juin 1972.

## Système politique
Aimeliik possède sa propre constitution adoptée en 1982. Le gouvernement apparait en 1983 et est composé d'un exécutif sous contrôle d'un gouverneur. Les élections de la législature se font tous les quatre ans. La population est représentée par un membre à la Chambre des délégués des Palaos.

## Éducation
Le ministère de l'Éducation (en) gère deux écoles pour les jeunes d'Aimeliik, la Aimeliik Elementary School établie en 1948, ainsi que la Palau High School (en), seule école secondaire du pays basée à Koror.

## Galerie

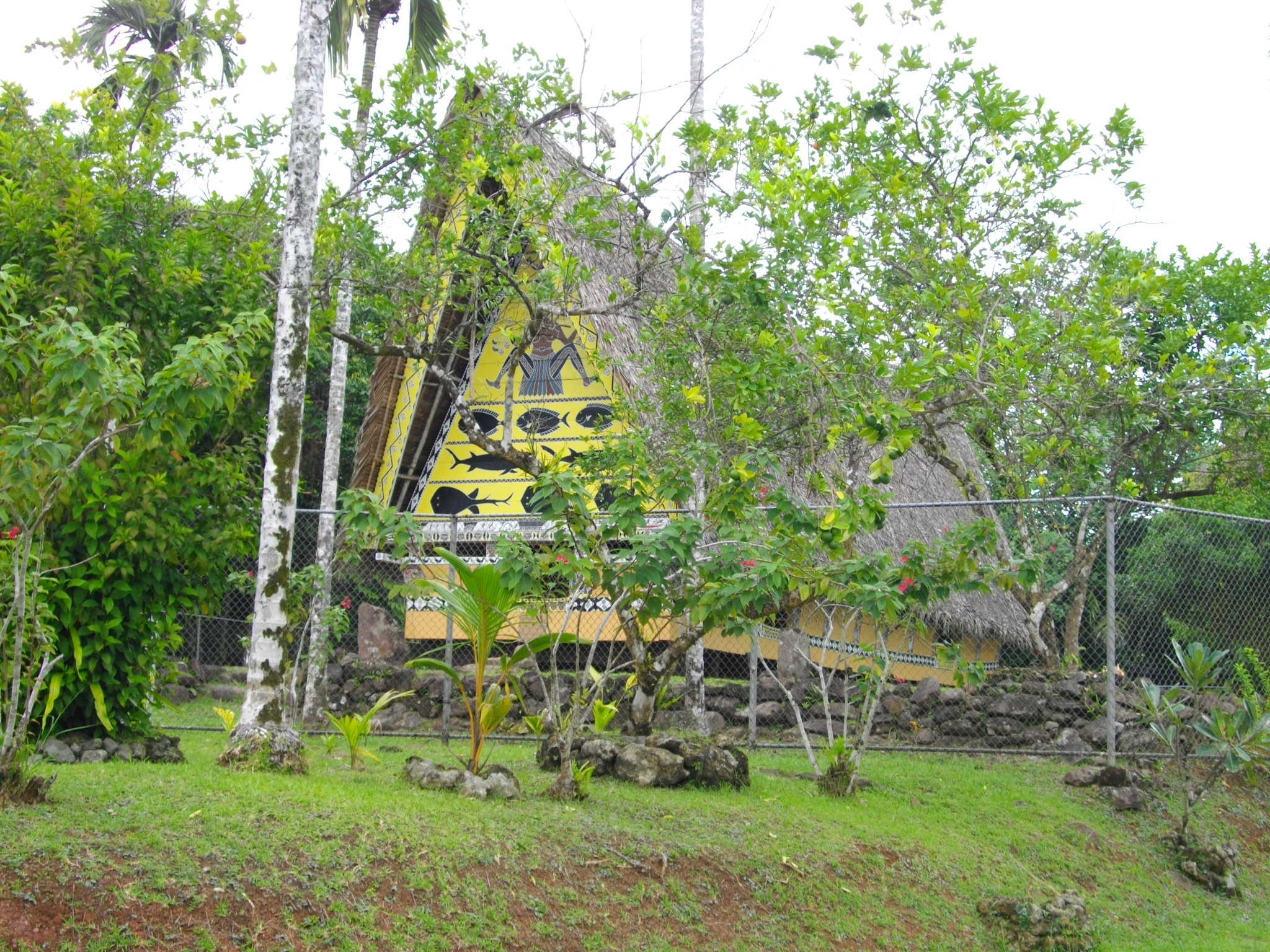
Bai traditionnel à Aimeliik
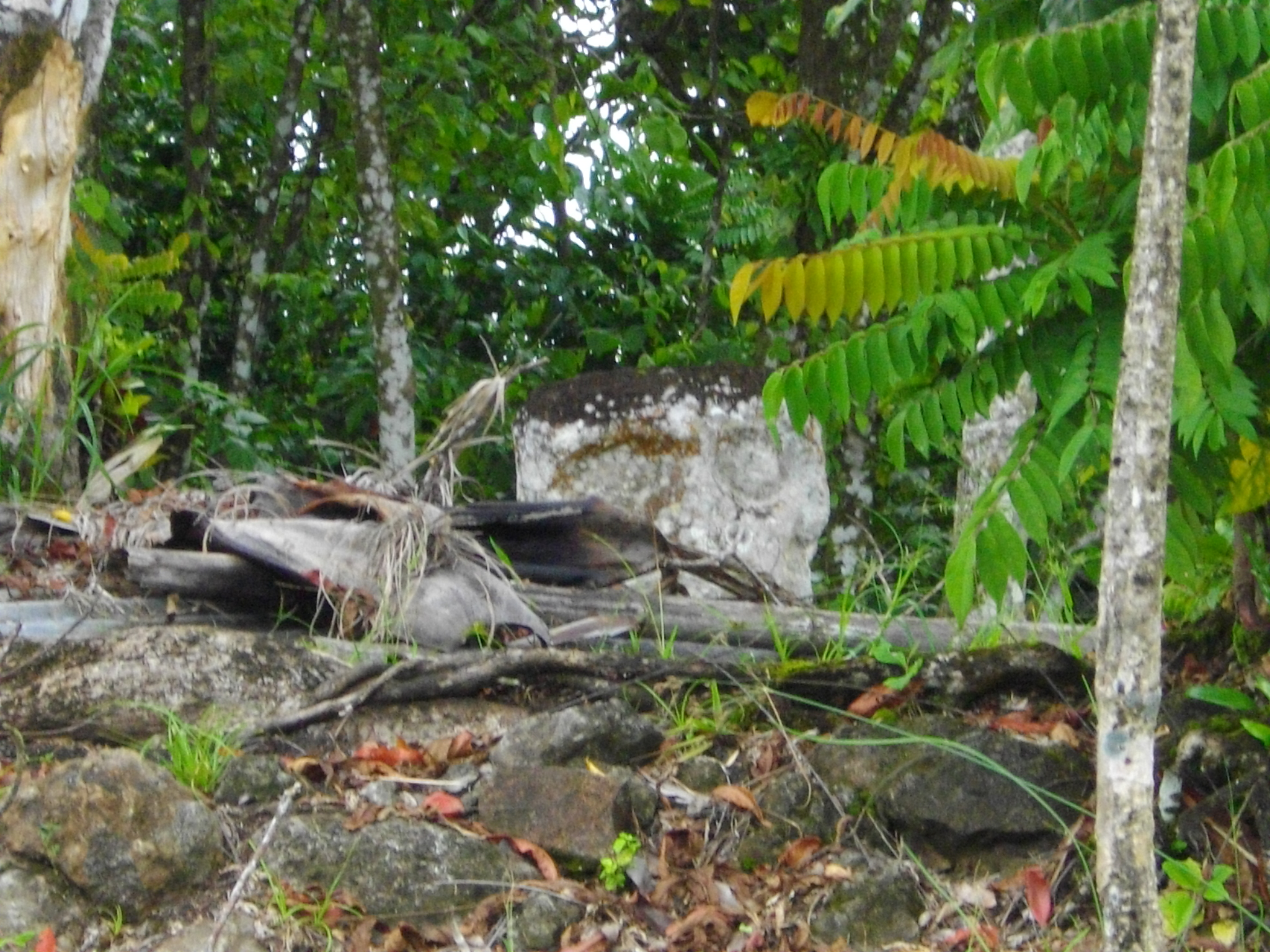
Tombe de Malsol